# Fontgombault
Fontgombault – miejscowość i gmina we Francji, w Regionie Centralnym, w departamencie Indre.
Według danych na rok 1990 gminę zamieszkiwało 310 osób, a gęstość zaludnienia wynosiła 29 osób/km² (wśród 1842 gmin Centre, Fontgombault plasuje się na 831. miejscu pod względem liczby ludności, natomiast pod względem powierzchni na miejscu 1114.).
W Fontgombault znajduje się romańskie opactwo Matki Bożej w Fontgombault, należące do Kongregacji Solesmeńskiej.